# Red Riding Hood (2004)
Red Riding Hood (bra: Chapeuzinho no Século XXI) é um filme baseado no famoso conto de fadas Chapeuzinho Vermelho. No Brasil, o filme foi distribuído pela Europa Filmes.

## Personagens
Os personagens foram adaptados do conto original dos Irmãos Grimm. A Chapeuzinho Vermelho possui um telefone celular e um iPod, o Lobo Mau é um lobisomem cozinheiro e piadista e a Vovó faz ioga e conversa em chats da internet.

## Voz das personagens
| Personagem      | Original           |
| --------------- | ------------------ |
| Vovó            | Lainie Kazan       |
| Caçador         | Henry Cavill       |
| Claire / Red    | Morgan Thompson    |
| Matt / Rusty    | Sam Oz Stone       |
| Pai de Red      | Daniel Roebuck     |
| Mãe de Red      | Debi Mazar         |
| Lobo Mau        | Joey Fatone        |
| Ashley Nº2      | Andrea Bowen       |
| Shopkeeper      | Steve Fogel        |
| Scoutmaster     | Bob Glouberman     |
| Pai do Caçador  | David Kaufman      |
| Cigana          | Suzanne Kent       |
| Ashley Rose Orr | Ashley Nº1         |
| Mãe do Caçador  | Cassandra Peterson |
| Ashley Nº 3     | Callie Waterman    |